# Spilosoma godarti
Spilosoma godarti là một loài bướm đêm thuộc phân họ Arctiinae, họ Erebidae.